# Darkstars
Los Darkstars (Estrellas Oscuras) componen un escuadrón intergaláctico ficticio que apareció en DC Comics durante la década de 1990. Fueron presentados por primera vez en Darkstars N.º 1 (octubre de 1992).

## Historia

### Los Controladores
Los Darkstars fueron creados y dirigidos por los Controladores, un grupo disidente de ex Guardianes del Universo. Pese a que su objetivo era establecer el orden en el universo, la antigua raza maltusiana conocida como los Controladores prefería el aislamiento.

### Creación
Los Controladores crearon a N.E.M.O., siglas para Network for the Establishment and Maintenance of Order (en español, Red para Establecer y Mantener el Orden). N.E.M.O. apartaba los disturbios galácticos del dominio de los Controladores. Los Controladores no pretendían utilizar a N.E.M.O. para el beneficio de otras razas, pero fue así. Con el paso de los milenios, los Controladores se dieron cuenta de que podían tener un papel más activo si atacaran el caos desde sus raíces. A pesar de todo el bien que realizaban, existían demasiados operarios de N.E.M.O. en muchos lugares distintos. Juntos, N.E.M.O. y los Controladores idearon un nuevo plan para asegurar el orden; así, fueron creados los Darkstars. El primero de estos nuevos miles de protectores se llamaba Druu.

### Expansión
El primer Darkstar en llegar a la Tierra fue Ferrin Colos, quien buscaba al supervillano Evil Star. Habiendo recibido autorización, Colos designó a dos humanos como sus subalternos y les otorgó el uniforme de los Darkstars (aunque estos eran versiones menos poderosas del mismo).
Luego del colapso de la Batería de Poder Central de los Green Lantern Corps en Oa, los Controladores decidieron expandir el proyecto Darkstar. Así, los Darkstars llenaron el vacío que dejó el fracaso de las legiones de los Guardianes. Después del colapso de los Corps, muchos ex Linternas Verdes pasaron a formar parte de los Darkstars; incluso John Stewart fue nombrado líder de campo.

### Muerte
Con el paso del tiempo, los Controladores expresaron su preocupación acerca de su efectividad. Más específicamente, les preocupaba que los Darkstars siguiesen sus propios objetivos antes que los de ellos mismos, por lo que retiraron su apoyo al grupo. Esto provocó que muchos de los primeros uniformes quedaran inutilizados ya que dependían de la energía transmitida por los Controladores. Los trajes más modernos no fueron afectados debido a que eran autónomos.
Grayven, hijo de Darkseid, asesinó a muchos Darkstars y varios de sus trajes fueron destruidos en el combate que ocurrió sobre el planeta Rann. Además, Grayven fue quien dejó inválido a John Stewart. El Linterna Verde Kyle Rayner puso fin a la batalla, pero los Darkstars habían sido exterminados: solo cuatro Darkstars sobrevivieron para ayudar a reconstruir Ranagar, y al poco tiempo, Galius Zed es asesinado por Fatality.
Más tarde, los últimos Darkstars (Ferrin Colos, Chaser Bron y Munchuk) dieron sus vidas para salvar al universo del vampiro Starbreaker al succionar grandes cantidades de poder del villano, pero sus trajes se rompieron y todos fueron desintegrados. Dichos acontecimientos ocurren en la miniserie "Adam Strange: Rapto planetario" escrito por Diggle y dibujado por Ferry.
Sin embargo, podría haber un último Darkstar: el detestado G'nort, quien conserva su traje aunque se desconoce si todavía contiene algo de poder.

### Renacimiento?
En las miniseries de 2006: "Omega Men" y "Mystery in Space", una organización llamada Darkstars está activa en el sistema Vega, sirviendo de misioneros para Lady Styx. Es implcicito que Styx simplemente se apropió de los uniformes y equipamiento de los antiguos Darkstars y se los entregó a sus "minions".

### Manhunter
Entre el equipamiento robado por la perseguidora Kate Spencer cuando ella se convirtió en el octavo Manhunter está un exo-manto que anteriormente pertenecía a un Darkstar desconocido. Como se ve en Manhunter #32 (septiembre de 2008), el exo-manto reacciona de manera negativa a un escarabajo "Reach" ligado al Blue Beetle Jaime Reyes. Al parecer los Controladores programaron un instintivo rechaso a los "Reach" dentro de todos los exo-mantos, justamente como los Guardianes del Universo hicieron con los Anillos de Poder utilizados por los Green Lantern Corps.

## Armas
Los agentes de los Controladores llevaban un traje llamado "exo-manto" que confería inmenso poder a su dueño. Fuerza, velocidad y agilidad podían ser incrementados a niveles superhumanos al tiempo que un campo de fuerza personal bloqueaba cualquier impacto y disparo de armas de energía. El campo de fuerza podía expandirse hasta un límite para permitir que un Darkstar protegiese a otros. El exo-manto estaba equipado con dos unidades de másers, capaces de realizar descargas de energía. A menudo los Darkstars recibían una intervención quirúrgica para obtener un control instantáneo de los masers en lugar del retraso de milisegundos que acarrea la versión menos poderosa del exo-manto. Un poderoso cañón montado a un hombro completaba el sistema de masers del traje. Con el exo-manto, podían alcanzarse grandes velocidades durante el vuelo mientras el campo de fuerza brindaba protección contra la ficción del viento.
Aunque los Darkstars podían operar en el espacio, recibían sus propias naves espaciales para viajes largos. Además, N.E.M.O. se enorgullecía de los enormes cruceros capaces de transportar a todo un escuadrón de agentes. Con los cruceros, los Darkstars podían operar a grandes distancias, independientes del mundo de los Controladores. La distancia entre un Darkstar y los Controladores significaba que debía actuar por su cuenta y que las decisiones debían efectuarse sin vacilación.
Un exo-manto parcialmente funcional llegó a las manos de la fiscal federal Kate Spencer, quien utilizó sus capacidades para convertirse en la nueva Manhunter.